# Smrčská hornatina
Smrčská hornatina je geomorfologický podcelek rozkládající se na severovýchodě Jizerských hor. Zaujímá plochu o výměře 25,94 km² a jeho střední nadmořská výška dosahuje 698,1 metrů. Střední sklon má hodnotu 5°54'. Tvoří ji proterozoické ortoruly a svory. Rozkládá se především na území Polska. Do České republiky zasahuje pouze severozápadním výběžkem Vysokého jizerského hřbetu, v němž pramení řeka Jizera. Nejvyšším vrcholem je Smrk (1124,1 m n. m.), jenž je též nejvyšším bodem české části Jizerských hor.